# Nadleśnictwo Gubin
Nadleśnictwo Gubin – nadleśnictwo należące do Regionalnej Dyrekcji Lasów Państwowych w Zielonej Górze, położone na terenie powiatów: krośnieńskiego (gmina wiejska Gubin, gmina miejska Gubin oraz gmina Maszewo) i żarskiego (gmina Brody). Obejmuje 21 502, 86 ha powierzchni. Obszar nadleśnictwa pokrywa głównie ubogi bór sosnowy. Lesistość wynosi 53,6%.